# Wilhelm Olbers Focke
Dr. Wilhelm Olbers Focke ( Bremen, 5 de abril de 1834 – ibíd. 29 de septiembre de 1922) fue un médico y botánico alemán que en 1881 publica una significativa obra de mejoramiento genético titulada Die Pflanzen-Mischlinge, Ein Beitrag zur Biologie der Gewächse (Las plantas híbridas, una contribución a la Biología vegetal) donde brevemente menciona los descubrimientos de Gregor Mendel sobre la hibridación. Aunque Charles Darwin tuvo una copia de este texto de Focke, se lo pasó a un colega aparentemente sin haber leído esa particular sección. El redescubrimiento de la obra de Mendel es generalmente considerada haber sido tenida en cuenta en los primeros años del siglo XX, sin embargo en Die Pflanzen-Mischlinge, Mendel es mencionado cerca de 18 veces - aunque el mismo Focke aparentemente tampoco tomó la obra de Mendel seriamente.
En 1889, Focke condujo un estudio sobre la ocurrencia de malaria en la Alemania norteña.
Trabajó enormemente en la taxonomía del género Rubus (familia botánica Rosaceae), y publicará varios estudios entre 1877 a 1914. Escribió un conjunto de monografías para los editores A. Engler & K. Prantl, con Die natürlichen Pflanzenfamilien de la familia Rosaceae, haciendo énfasis en las plantas frutícolas de esa familia.
Mucha de su producción científica lo publicó en el periódico de Bremen: Abhandlungen: Naturwissenschaftlicher Verein zu Bremen, una lista completa de los artículos publicados allí está disponible. Examinando las entradas de Focke en esa lista de artículos, se puede apreciar la amplia gama de sujetos estudiados y hasta aplicaciones industriales.

## Otras publicaciones
- Über die Vermehrung der Weiden. 1872
- 'Synopsis Ruborum Germaniae. 1877
- Die Verbreitungsmittel der Leguminosen. 1878
- Die Pflanzen-Mischlinge, Beitrag zur Biologie der Gewächse. 1881
- Die Verbreitungsmittel der Hutpilze. 1883
- Die Keimung von Kerria und die natürliche Gruppe der Kerrieae. 1892
- Pflanzenbiologische Skizzen. 1893
- Fehlen der Schläuche bei Utricularia. 1893
- Eine Birne mit zweierlei Blättern. 1894
- Pflanzenbiologische Skizzen. 1895
- Rückschlag bei einer Hortensie. 1897
- Über die Keimpflanzen der Stein- und Kernobstgewächse. 1900
- Fruchtansatz bei Birnen. 1909
- Species Ruborum. Monographiae generis Rubi Prodromus. 1.er tomo. 1910
- Species Ruborum. Monographieae generis Rubi Prodromus. 2º tomo. 1911
- Species Ruborum. Monographieae generis Rubi Prodromus. 3.er tomo, 1914

- La abreviatura «Focke» se emplea para indicar a Wilhelm Olbers Focke como autoridad en la descripción y clasificación científica de los vegetales.[5]